# Strausberger Platz
La Strausberger Platz est une place située à Berlin, en Allemagne, dans l'arrondissement de Friedrichshain-Kreuzberg et à la limite de l'arrondissement de Mitte. Elle est à l'intersection de la Karl-Marx-Allee et de la Lichtenberger Straße.

## Histoire
La Strausberger Platz fut l'un des points de départ de l'insurrection de juin 1953 en Allemagne de l'Est.

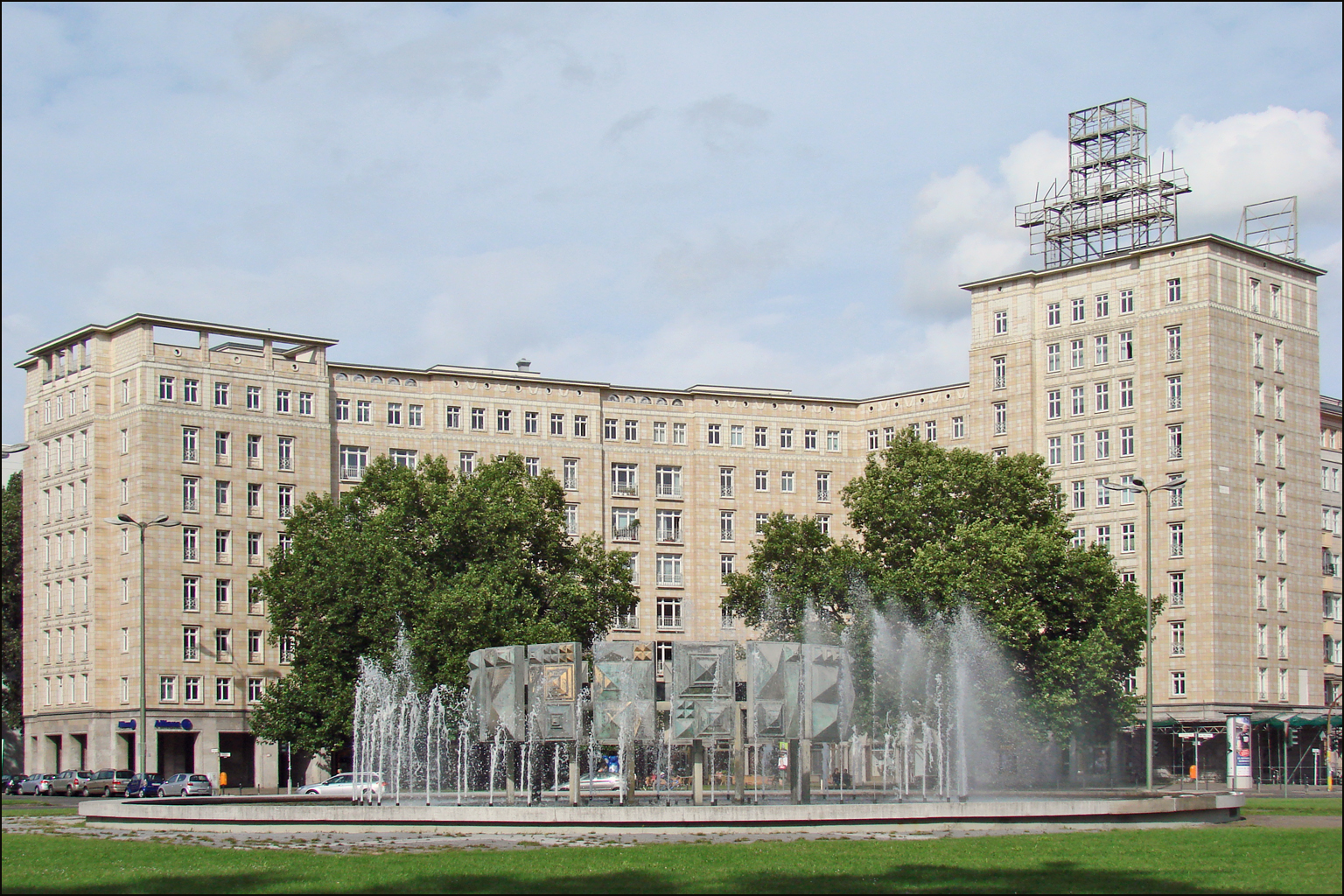
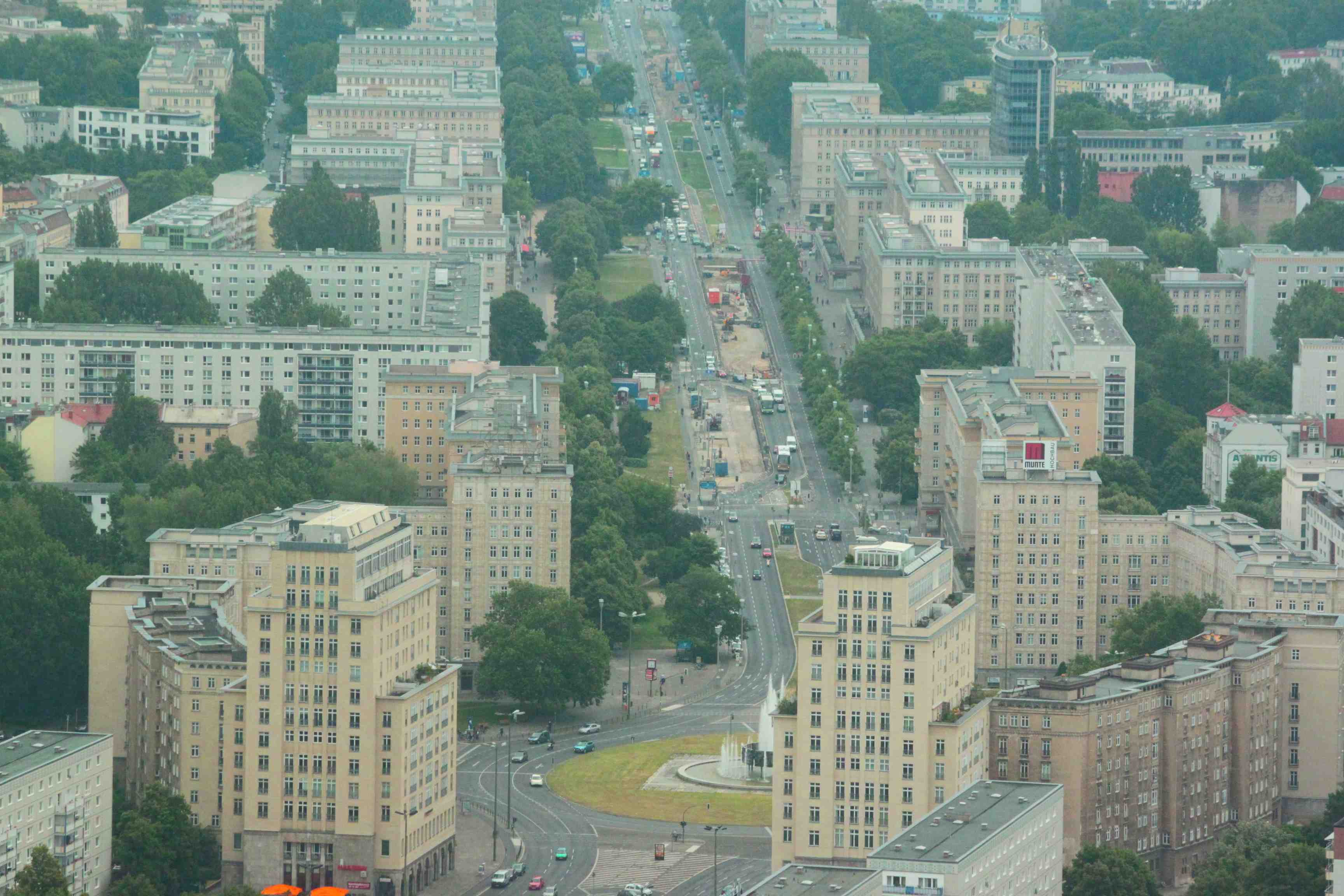